# Jean-Louis Prevost (1838-1927)
Pour les articles homonymes, voir Jean-Louis Prévost (dessinateur de botanique) et Prévost.
Ne doit pas être confondu avec Jean-Louis Prevost (1790-1850), médecin et biologiste suisse.
Jean-Louis Prevost, né le 12 mai 1838 à Genève et mort le 12 septembre 1927 dans la même ville est un neurologue et physiologiste suisse.

## Résumé biographique
Jean Louis Prevost est le fils de Guillaume Prevost (1799-1839). Il fait ses études à Zurich, Berlin, Vienne, et à Paris auprès de Claude Bernard et de Charcot. Il devient, en 1864, interne du neurologue Alfred Vulpian. C'est la même année, alors qu'il n'est encore qu'étudiant, qu'il publie avec son ami Jules Cotard un article sur le ramollissement cérébral. Ses deux autres travaux importants de cette époque sont un mémoire sur la paralysie infantile et son travail de thèse consacré à la déviation conjuguée de la tête et des yeux dans les lésions cérébrales unilatérales, un signe qui avait attiré l'attention de son maître de thèse Vulpian.
Ayant obtenu son doctorat à Paris en 1868, il revient dans sa ville natale de Genève où il crée son propre laboratoire de recherche, tout en étant médecin adjoint de l'Hôpital cantonal. Avec le Dr Gosse, il fonde le dispensaire. Il collabore avec le neurophysiologiste anglais Augustus Volney Waller (1816-1870) et a pour élèves Paul Dubois (1848-1918) et Jules Dejerine. Lorsque ce dernier décide en 1871 d'approfondir sa formation médicale à Paris, c'est sa qualité d'ancien élève de Vulpian qui permet à Prévost d'introduire à son tour, auprès de son ancien maître, son jeune élève Dejerine.
En 1876 il est nommé professeur de thérapeutique médicale à la faculté de médecine de Genève nouvellement fondée. Il succède en 1897 à Moritz Schiff comme professeur de physiologie, poste qu'il occupera jusqu'en 1913. Avec son assistant Federico Battelli (1867-1941), il découvre qu'un choc électrique chez l'animal anesthésié est capable de provoquer un arrêt cardiaque, mais aussi de faire repartir un cœur « paralysé » en état de fibrillation ventriculaire. Cette observation est à l'origine de la mise au point des appareils de défibrillation utilisés en réanimation.
Prevost a introduit les méthodes de la physiologie moderne à Genève. On lui doit notamment l'organisation des travaux pratiques pour les étudiants dans l'enseignement médical.
Avec Constant E. Picot (1844-1931) et Jacques-Louis Reverdin (1848-1929), il est le cofondateur, en 1881 de la  « Revue médicale de la Suisse romande ». Il a été l'auteur de  plus de 60 livres et articles et a dirigé 10 thèses de doctorat.
Dans les dernières années de sa vie, il devient aveugle et meurt le 12 septembre 1927 des suites d'une intervention chirurgicale.

## Hommage
En 2016, les hôpitaux universitaires de Genève donnent son nom à un bâtiment.

## Éponymie
- Loi de Prevost-Vulpian :  le côté de la rotation de la tête indique celui de la lésion en cas de lésion unilatérale d'un hémisphère cérébral.
- Syndrome de Prevost : déviation conjuguée de la tête et des yeux en cas de lésion unilatérale d'un hémisphère cérébral.

## Principales publications
- «Observation de paralysie infantile ; lésions des muscles et de la moelle», in:  Comptes rendus et Mémoires de la Société de Biologie, 1865, 17, 215-218.

- De la déviation conjuguée des yeux et de la rotation de la tête dans certains cas d'hémiplégie. [Thèse de médecine], Victor Masson et fils (Paris) , 1868, Texte intégral.

- Extrait d'un rapport adressé à son excellence M. le ministre de l'Instruction publique sur les études médicales en Allemagne, [s.l.], Imprimerie impériale, 1868.

- «Contribution à l’étude des trémulations fibrillaires du cœur électrisé», in: Rev Med Suisse Romande 1898;18:545-86.

- Contribution à l'étude des trémulations fibrillaires de cœur électrisé, Georg & Company, 1898.

En collaboration:
- avec Jules Cotard : Études physiologiques et pathologiques sur le ramollissement cérébral, [Mémoire lu à la Société de biologie dans le mois de décembre 1868], A. Delahaye (Paris), 1866, Texte intégral.

- avec Federico Battelli : La mort par les décharges électriques, Masson et Cie (Paris), 1899.